# انسان و ایمان
انسان و ایمان، نام کتابی از مرتضی مطهری است که به مقدمه‌ای بر جهان بینی اسلامی می‌پردازد.
ابتدای این کتاب مقایسه‌ای بین انسان و حیوان دارد و برتری انسان نسبت به حیوان را در دو چیز می‌خواند: علم و ایمان و این دو را مکمل هم می‌داند و نداشتن هر کدام را به نقصی برای انسان بیان می‌کند. در ادامه از ایمان‌های مذهبی می‌گوید و مزایای آن نسبت به دیگر ایمان‌ها مثل ایمان به پول و قدرت و.. بیان می‌کندو ضرورت داشتن یک ایدئولوژی معین و انواع ایدئولوژی‌ها را ذکر می‌کند و با هم مقایسه می‌کند و مکتب اسلام را به عنوان مکتبی همه‌جانبه و جامع تشریح می‌کند و در پایان منابع تفکر در اسلام را نام می‌برد.

## خلاصه‌ای از کتاب
مقایسهٔ انسان و حیوان
تفاوت عمده انسان و حیوان در بینش‌ها و گرایش‌ها است. هردو یک سری خواسته‌ها و مطلوب‌هایی دارند که فرق آن‌ها در تعالی سطح آگاهی و شناخت و گستردگی آن‌ها است.
شعاع آگاهی حیوان:
- ظواهر
- فردیت و جزئیت
- محیط زیست و اطرافش
- زمان حال

سطح خواسته‌های حیوان:
- مادی نه معنوی
- شخصی و فردی
- محیط اطرافش
- زمان حال

سطح خواسته‌ها و آگاهی حیوانات از این چهارچوب خارج نیست و غریزی است اما انسان از قیدهای بالا رهاست. انسان موجودی ارزش جو، آرمان خواه و کمال طلب است.
ایمان
گرایش‌های والا و معنوی انسان که پایهٔ اعتقادی و فکری دارد، ایمان می‌نامند. تفاوت عمدهٔ انسان و حیوان در واقع ملاک انسانیت است که اساسی‌ترین ملاک انسانیت علم و ایمان است.
انسان حیوان ناطق (تعقل‌کننده) مطلق طلب، لایتناهی، آرمان‌خواه، ارزش جو، ماوراء طبیعی، غیر معین، متعهد و مسئول، آینده‌نگر، آزاد، عصیان‌گر، اجتماعی، خواستار نظم، زیبایی و عدالت، دو چهره، وجدان‌دار، خلاق، تنها، مضطرب، عقیده پرست، معنوی، تخیل آفرین و… است.
زندگی انسان
1. زندگی حیوانی (مادی)
2. زندگی انسانی (فرهنگی

انسان تکامل یافته کسی است که بر محیط بیرونی و درونی خود تسلط یافته و وارسته از محکومیت درونی و بیرونی و وابسته به عقیده باشد. تکامل جامعه عین تکامل روح در دامن جسم و تکامل انسانیت در دامن حیوانیت است.
نطفهٔ جامعه، نهادهای اقتصادی و روح جامعه جنبه‌های فرهنگی معنوی جامعه است. تأثیر متقابل جسم و روح همانند تأثیر متقابل نهادهای مادی و نهادهای فرهنگی جامعه است. انسان آینده، انسان عقیده و ایمان است و نه شکم. واقعیت انسانی در دامن تکامل حیوانی رشد می‌کند. انسانیت اصالت و استقلال دارد
پس علم و ایمان نه تنها در تضاد نیستند بلکه مکمل یکدیگرند. نه ایمان جای علم را می‌گیرد و نه علم جای ایمان را. علم جهان ساز است و ایمان انسان ساز است.
ایده پرستی اگر بر اساس یک جهان بینی که نتیجهٔ منطقی اش آن ایده است نباشد، خیال است. ایمان مذهبی پیوندی است میان انسان و جهان تنها یک سلسله تکالیف برای انسان علی‌رغم تمایلات طبیعی تعیین نمی‌کند بلکه قیافهٔ جهان را در نظر او تغییر می‌دهد. گرایش به سوی حقایق و واقعیت‌ها مقدس و قابل پرستش در انسان است، تنها تمایلات مادی نیست بلکه تمایلات غیر مادی نیز هست
ضرورت دارد بشر ایده، آرمان و ایمانی داشته باشد از طرفی ایمان مذهبی تنها ایمانی است که می‌تواند انسان را تحت نفوذ واقعی خود قرار دهد و انسان به حکم سرشت به دنبال چیزی که آن را بپرستد می‌رود. " آیا چیز دیگری جز دین خدا را جستجو می‌کنند در حالیکه هرکه در آسمان‌ها و زمین است سر به فرمان اوست"
آثار و فواید ایمان 
1. بهجت و انبساط
  1. خوش‌بینی
  2. روشندلی
  3. امیدواری
  4. آرامش خاطر
  5. لذت معنوی
2. نقش ایمان در بهبود روابط اجتماعی
3. کاهش ناراحتیها

فعالیت‌های انسانی:
- فعالیت‌های التذاذی: فعالیت‌های ساده، تحت تأثیر مستقیم غریزه و طبیعت اند که در اثر لذت بردن یا فرار از رنج تحت تأثیر احساس انجام می‌شوند و جاذبه و دافعه دارند.
- فعالیت‌های تدبیری: فعالیت‌هایی که تحت تأثیر عقل و اراده انجام می‌شوند و جاذبه یا دافعه ندارند.

هر چه عقل و اراده کامل تر باشد، فعالیت‌های تدبیری انسان بیشتر است هر چه افق حیوانیت نزدیک باشد فعالیت‌های التذاذی بیشتر است.
مجموعه تعلیمات اسلام
- اصول عقاید: کوشش دربارهٔ عقیده است که یک کار تحقیقاتی و علمی است و نمی‌توان در آن تقلید کرد.
- اخلاقیات: کار خودسازی و مراقبت نفس است یعنی داشتن خصلت‌های خوب
- احکام : کارهای معاشی و معادی، دنیوی و اخروی، فردی و اجتماعی است که در آن تقلید جایز است.

علل لغزش فکری بشر
1. تکیه بر ظن و گمان به جای علم و یقین
2. میل‌ها و هوس‌های نفسانی
3. شتاب زدگی
4. سنت گرایی و گذشته نگری
5. شخصیت گرایی

## ترجمه‌ها
این کتاب توسط «حسین ماشینگویی» و «آمینه لیو لی» از زبان فارسی به چینی ترجمه و از سوی رایزنی فرهنگی سفارت جمهوری اسلامی ایران، در ۹۷ صفحه و شمارگان ۱۰۰۰ نسخه، به چاپ رسیده‌است. هم‌چنین این کتاب توسط «محمدصالح ابراهیمی» به زبان کردی ترجمه شده‌است و در ۷۱ صفحه در سال ۱۳۶۱ توسط انتشارات سروش به چاپ رسیده‌است.